# Eremopeza bicoloripes
Eremopeza bicoloripes är en insektsart som först beskrevs av Johann Wilhelm Karl Moritz 1928.  Eremopeza bicoloripes ingår i släktet Eremopeza och familjen Pamphagidae. Inga underarter finns listade i Catalogue of Life.